# حراثة رأسية
تعتبر الحراثة الرأسية الناشئة في أمريكا الشمالية في سبعينيات وثمانينيات القرن العشرين نظامًا من المبادئ والإرشادات الشبيهة بالزراعة المحافظة على الموارد (CA) من حيث أنها تهدف إلى تحسين صحة التربة وزيادة تسرب المياه وتقليل تآكل التربة وضغطها تحسين الكثافة. وتهدف إلى عدم عكس التربة بسبب الدرجات المتفاوتة وحركتها والحفاظ على البقايا على السطح لكي تحمي التربة.
وعادةً ما تشتمل الزراعة على أقراص صغيرة متجهة للأمام تحد من انقلاب التربة وتوزع المادة المتبقية لتحلل أسرع، وللحصول على بذارة أو زراعة  في الحقول الثقيلة المُحملة بالمخلفات. كما يتضمن في كثير من الأحيان أداة تمزيق عميقة لكسر المقالي الصعبة والمشاكل الناتجة عن أدوات الحراثة التقليدية والمعدات الثقيلة مثل الجرارات الكبيرة والحصادات.
تشمل المزايا ما يلي
- تقليل الضغط
- انخفاض الكثافة وتحسينها
- أراضي أكثر كفاءة (مقارنة بأدوات الحراثة الأخرى)،
- أدوات أرخص من التقليدية،
- إدارة أفضل للمخلفات الثقيلة،
- تدفئة التربة للزراعة،
- تترك البقايا على السطح،
- تقليل جريان المياه،
- تقلل من التعرية،
- الحد من الأعشاب الكيميائية،
- الزراعة  في التربة الرطبة.

ويعتبرها مناصروها من فئات الزراعة بدون حرث. ويدعون أن الحراثة الرأسية  ساعدت بشكل خاص في تراكم مستويات عالية من البقايا على السطح وإن أنظمة CA و درجات حرارة التربة المصاحبة المنخفضة ومشاكل الضغط قد أعاقت إنشاء المحاصيل ونموها في المناطق المعتدلة في أمريكا الشمالية. .في حين قد يتنازل منتقديها عن المزايا المذكورة أعلاه لكنهم يدعون أن حركة التربة القوية تستثنيها من فئات عدم الحراثة. ويعد ذلك أمرًا مهمًا خاصة في الولايات المتحدة، حيث قد يستثني المزارعون من تحصيل مدفوعات مباشرة  من الحكومة الأمريكية التي تهدف إلى تعزيز عدم ممارسة الحراثة حفاظًا على التربة والحفاظ عليها في مكانها. وإلى جانب هذا الجدل، يوجد اختلاف كبير في تعريف الحراثة الرأسية، حتى بين أنصارها.